# Karl Joseph Simrock

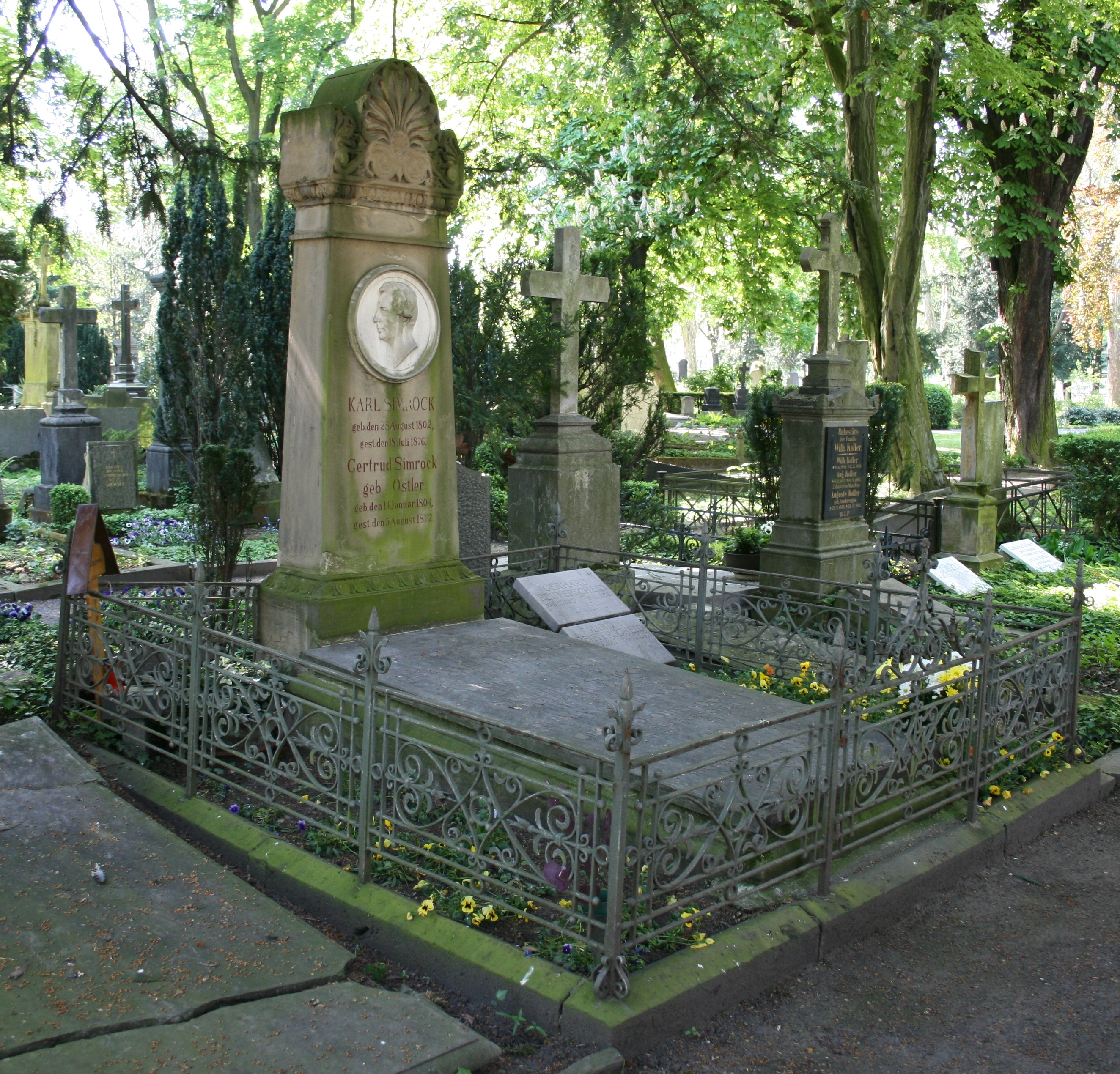
Hrob Karla Josepha Simrocka v Bonnu

Karl Joseph Simrock (28. srpna 1802, Bonn – 18. července 1876, Bonn) byl německý germanista, lingvista, básník a překladatel.

## Biografie
Roku 1818 započal studium práv na univerzitě v Bonnu, avšak se zajímal o dějiny německé jazyka a literatury. Navštěvoval přednášky o literatuře u Augusta Wilhelma von Schlegela, o dějinách pak u Ernsta Moritze Arndteho. Přátelil se s německými básníky jako byli např. Heinrich Heine, či August Heinrich Hoffmann von Fallersleben. Roku 1822 odešel studovat do Berlína, kde úspěšně složil právní zkoušky. I zde navštěvoval přednášky germanistů, kterými zde tehdy byli např. Friedrich Heinrich von der Hagen, či Karl Lachmann.

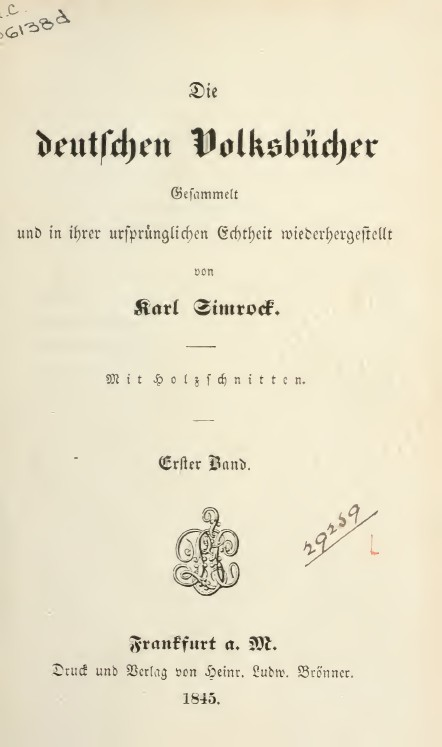
Deutschen Volksbucher (1845)

Roku 1850 byl jmenován profesorem německého jazyka a literatury na univerzitě v Bonnu. Zemřel roku 1876 v Bonnu, pochován byl na tamějším hřbitově 'Alter Friedhof Bonn'.
Do veřejného povědomí vstoupil svým moderním překladem písně o Nibelunzích (Das Nibelungenlied, 1827), či vydáním básní minnesängra Walthera von der Vogelweideho (1833).